# Éric Stalner
Éric Stalner est un dessinateur et scénariste de bande dessinée français, né le 11 mars 1959 à Paris.

## Biographie
Après avoir tenté le concours des Beaux-Arts de Paris, il commence sa carrière en 1981 avec son frère aîné Jean-Marc. En commun, ils ont réalisé de nombreuses pochettes de disques, des affiches de concert (surtout hard rock) et des travaux publicitaires. En 1988, ils se tournent vers la bande dessinée.
Ils rencontrent le scénariste Christian Mouquet et créent avec lui Les Poux, série en trois tomes dont le premier sort en 1989 aux éditions Glénat. Éric et Jean-Marc Stalner ont signé ensemble plusieurs séries dont Le Boche, avec Daniel Bardet, et Fabien M.. En 1991, ils développent la série Le Fer et le Feu chez Glénat, les deux frères entreprennent alors de mener séparément leur carrière.
Depuis, Éric Stalner a développé de nouvelles séries : Le Roman de Malemort avec le coloriste Jean-Jacques Chagnaud chez Glénat, La Croix de Cazenac avec Pierre Boisserie (encrage de Siro sur les tomes 9 et 10) chez Dargaud, le triptyque Voyageur constitué des cycles Futur - Présent - Passé avec Pierre Boisserie et différents dessinateurs chez Glénat, La Liste 66 en solo chez Dargaud, Flor de Luna avec Pierre Boisserie et Éric Lambert chez Glénat, Ils étaient dix en solo aux éditions 12 bis… Après avoir signé l'album Loup avec Pierre Boisserie d'après le roman et le film de Nicolas Vanier, il adapte L'Or sous la neige, autre récit de Nicolas Vanier que son frère Jean-Marc Stalner dessine. 
Le chroniqueur Brieg F. Haslé écrit dans le no 22 du magazine ZOO (novembre-décembre 2009) : « Depuis 1989, en compagnie de son frère aîné Jean-Marc, en solo ou en collaboration, notamment avec le scénariste Pierre Boisserie, Éric Stalner a signé plus de 80 ouvrages de bandes dessinées en vingt ans. Malgré un rythme de production impressionnant, Éric Stalner crée des planches riches et savamment construites, où son élégant dessin réaliste fait toujours mouche et enchante ses lecteurs... Indéniablement, il est l’un des chefs de file de la bande dessinée classique d’aujourd’hui. »
Brieg F. Haslé et Manuel F. Picaud développent depuis octobre 2008 son site officiel : Les Carnets d’Éric Stalner.

## Œuvres

### Les Arènes
- Saint-Barthélemy, scénario de Pierre Boisserie et Éric Stalner, Édition Les Arènes [1]
  1. Sauveterre, 2016 [2]
  2. Tuez-les tous !, 2017 [3]
  3. Ainsi se fera, 2017 [4]

### Dargaud
- Fabien M. (avec Jean-Marc Stalner)
  1. Le Cavalier noir (1993)
  2. L’Arnaque du fou (1993)
  3. L’Ombre de la tour (1994)
  4. La Reine morte (1995)
  5. Les Larmes du roi (1996)

- Malheig (avec Jean-Marc Stalner)
  1. Que rien ne meure (1996)
  2. Le Souffle du dragon (1997)
  3. L’Œil de Wedal (1997)
  4. Rokson (1998)

- La Croix de Cazenac (coscénario de Pierre Boisserie)
  1. Cible soixante (1999)
  2. L’Ange endormi (2000)
  3. Le Sang de mon père (2001)
  4. Némésis (2002)
  5. La Marque du loup (2003)
  6. Ni dieux, ni bêtes (2004)
  7. Les Espions du Caire (2005)[5]
  8. La Mort du Tigre (2006)
  9. L’Ennemi (2007) - encrage de Siro[6]
  10. La Dernière Croix (2008) - encrage de Siro[7]

- Blues 46 (coscénario de Laurent Moënard) coll. Long Courrier
  1. La Chanson de septembre (2004)
  2. Allegro furioso ! (2005)

- La Liste 66
  1. Illinois (2006)
  2. Missouri (2007)
  3. Kansas (2008)
  4. Oklahoma / Texas (2009)
  5. … Californie (2010)

### Glénat
- Les Poux (avec Jean-Marc Stalner, scénario de Christian Mouquet)
  1. Ni dieu, ni maître (1989)
  2. Ni rouge, ni noir (1989)
  3. Nitchevo ! Camarades (1990)

- Le Boche (avec [Jean-Marc Stalner, scénario de Daniel Bardet)
  1. L’Enfant de paille (1990)
  2. Zig-zags (1991)
  3. Entre la chair et l’os (1992)
  4. Le Cheval bleu (1993)
  5. Dans la peau d’un neutre (1994)
  6. Nuit de Chine… (1995)

- Nordman (avec Jean-Marc Stalner, scénario de Daniel Bardet, 1996)

- Le Fer et le feu (tomes 1 à 3 avec Jean-Marc Stalner)
  1. Adieu Baron (1998)
  2. Samson (1999)
  3. Le Comte de Charlant (2000)
  4. Julien (2001)

- Le Roman de Malemort
  1. Sous les cendres de la lune (1999)[8]
  2. La Porte de l’oubli (2000)
  3. Le Don du sang (2001)
  4. Lorsque vient la nuit… (2002)[9]
  5. …S’envolent les chimères (2003)
  6. Toute l’éternité (2004)

- Le Triangle secret (scénario de Didier Convard)
  1.  Le Jeune Homme au suaire (2000)

- Voyageur
  1. Voyageur : Futur T1 à 4 (coscénario de Pierre Boisserie, 2007-2008)
  2. Voyageur : Présent T1 à 4 (coscénario de Pierre Boisserie, dessin de Marc Bourgne, 2008-2009)
  3. Voyageur : Passé T1 (coscénario de Pierre Boisserie, dessin de Lucien Rollin, 2010)
  4. Voyageur : Passé T2 (coscénario de Pierre Boisserie, dessin de Siro, 2010)
  5. Voyageur : Passé T3 (coscénario de Pierre Boisserie, dessin d’Éric Lambert, 2010)
  6. Voyageur : Passé T4 (coscénario de Pierre Boisserie, dessin d’Éric Liberge, 2011)
  7. Voyageur : Omega (coscénario de Pierre Boisserie, dessin de Juanjo Guarnido, 2011)

- Flor de Luna (coscénario de Pierre Boisserie, dessin d’Éric Lambert et Éric Stalner)
  1. Santa Maria Cristina (2007)
  2. La Finca Don Diego (2008)
  3. La Fabrica (2009)

- La Zone
  1. Sentinelles (2010)
  2. Résistances (2010)
  3. Contact (2011)
  4. Traversée (2012)

- Exilium
  1. Koïos (2018)
  2. Kayenn (2018)
  3. Sonntag (2019)

- Vito
  1. L'autre côté (2013)[10]
  2. Le Trimangre (2013)
  3. La grande chasse (2014)

### 12 bis
- Ils étaient dix, dessins et scénario
  1. Octobre 1812, 2009
  2. Novgora, 2010
  3. Paris 1820, 2011
  4. Rue Saint-Honoré, 2011
  5. Omerta, 2012
  6. Le vieil empereur, 2013

- Loup, coscénario Pierre Boisserie et Nicolas Vanier, 2009

- L'Or sous la neige, scénario et dessins de Jean-Marc Stalner et d'Éric Stalner, d’après le roman de Nicolas Vanier, 12 bis
  1. Klondike (2011)
  2. Mersh (2012)
  3.  Ici, tu es ce que tu fais (2014) [11]

### Divers
- Solveig (Daniel Maghen)
  1. Solveig (1996)
  2. La Sorcière et le corbeau (1997)
- À la recherche de l’épargne salariale (scénario de Jean-Charles Kraehn, 1999)
- Héra (Imbroglio, 2002)
- Rennes-le-Château, un rêve englouti (Comes, 2002) - Chemise de huit planches couleurs sur le village de Rennes-le-Château, accompagné d'un carnet texte
- À la recherche de Blanche (BD’empher, 2003)
- Ange-Marie (coscénario Aude Ettori, Dupuis collection « Aire libre », 2005)
- Albert Roche (scénario de Julien Hervieux), éd. Bamboo, 2024  (ISBN 979-10-411-0374-4)